# Can Barret
Can Barret és una masia situada al municipi de les Planes d'Hostoles, a la comarca catalana de la Garrotxa.